# Международная лига трудящихся
Международная лига трудящихся — Четвертый интернационал, МЛТ—ЧИ (англ. International League workers), (исп. Liga Internacional de los Trabajadores (Cuarta Internacional), LITci; порт. Liga Internacional dos Trabalhadores — Quarta Internacional, LIT—QI) — международная троцкистская тенденция, основанная Науэлем Морено в 1982 году, и сосредоточенная, в основном, в Латинской Америке. Сторонников МЛТ—ЧИ называют часто моренистами по имени основателя.

## История
Сторонники Морено во время раскола Четвертого интернационала поддержали Международный комитет, а затем стали поддерживать объединение. После мирового конгресса 1963 года, на котором произошло воссоединение Четвёртого интернационала, Морено стал лидером его Латиноамериканского бюро.
Трения между моренистами и руководством Четвертого интернационала начались в 1969 году, когда Девятый мировой конгресс Интернационала поддержал латиноамериканскую герилью. Дискуссию по этому вопросу велась до конца 1970-х годов. Моренисты критиковали Сандинистский фронт национального освобождения (СФНО), но отправляли добровольцев (Бригада имени Симона Боливара) в Никарагуа для участия в гражданской войне и для строительства там революционной партии.
Созданная сторонниками Морено Большевистская фракция (БФЧИ) в 1979 году покинула Интернационал, и тогда же объединилась с Организационным комитетом за реконструкцию Четвёртого интернационала Пьера Ламбера, учредив Равноправный комитет за реконструкцию Четвёртого интернационала (Parity Committee for the Reconstruction of the Fourth International). В 1981 году между Морено и Ламбером произошел разрыв. В 1982 году моренисты учредили МЛТ—ЧИ. К ним присоединились группы из Перу и Венесуэлы, отколовшиеся от тенденции Ламбера.
МЛТ—ЧИ выступали за победу Аргентины в Фолклендской войне, за неуплату внешнего долга и за поражение империализма в войне в Персидском заливе. В середине 1990-х годов помогали в оказании т. н. «Рабочей помощи Боснии» и начали взаимодействовать с инициатором этой идеи — Рабочим интернационалом за возрождение Четвёртого интернационала Клифа Слотера.
Смерть Морено в 1987 повлекла за собой большое количество расколов в Интернационале. В 1994 году от МЛТ—ЧИ откололась группа, сформировавшая Международный центр ортодоксального троцкизма (Centro Internacional del Trotskismo Ortodoxo, СИTO), и утверждавшая, что именно она следует традиции Науэля Морено. В 2005 году большая часть СИТО воссоединилось с МЛТ—ЧИ.
Ключевая секция Интернационала находится в Бразилии — это Объединённая социалистическая рабочая партия (ПСТУ). До конца 1980-х годов влиятельной была аргентинская секция — Движение к социализму (МАС), расколовшаяся однако после смерти Морено на целый ряд организаций. В 2021 году в Конституционный конвент Чили по округу 8 (Запад Сантьяго) от левого Народного списка была избрана активистка местной секции интернационала Мария Ривера. Кроме Латинской Америки существуют немногочисленные секции в Европе, Азии и Австралии. В 1998 году прошел учредительный съезд российской секции МЛТ—ЧИ — Международной рабочей партии. 
Интернационал издает журналы «Correo Internacional» и «Marxismo Vivo», которые выходят на разных языках, включая русский — «Международный курьер» и «Живой марксизм».
В 2012 году российские сторонники МЛТ вошли в Российское социалистическое движение. В 2002 году образовалась ныне не активная организация украинских сторонников МЛТ—ЧИ — Украинский коммунистический рабочий союз (УКРС). Международная лига трудящихся осуждает российское полномасштабное вторжение как акт империалистической агрессии против Украины и выражает полную солидарность с украинским народом, выступая за поражение российского вторжения, вывод всех оккупационных войск, полное восстановление территориальной целостности и отмену внешнего долга Украины.